# Varenna
Ne doit pas être confondu avec Varena ou Varėna.
Varenne, ou Varenna, est une commune italienne de la province de Lecco, dans la région Lombardie, située le long du lac de Côme. 

## Administration
| Période                                  | Période | Identité | Étiquette | Qualité |
| ---------------------------------------- | ------- | -------- | --------- | ------- |
|                                          |         |          |           |         |
| Les données manquantes sont à compléter. |         |          |           |         |

### Hameaux
Fiumelatte, réputée pour sa source, analogue à celle de la fontaine de Vaucluse.

### Communes limitrophes
Bellagio, Esino Lario, Griante, Lierna, Menaggio, Oliveto Lario, Perledo

## Histoire
Mentionné comme village de pêcheurs dès 769, plus tard vassal des Communes de Milan, il fut détruit par les milices de Côme en 1126. Il recueillit les réfugiés de l'île Comacina, qui connut un sort comparable en 1169 : village mis à sac, château rasé et église détruite.
Les quartiers des réfugiés prirent ainsi le nom d’Insula nova, nom qui peut recouvrir l'enceinte du château, qui devint bientôt l'un des plus opulents du lac de Côme.
Il y a encore quelques années, on célébrait ainsi les exilés de Côme et leur accueil à Varenna, le samedi et le dimanche de la semaine de la Saint-Jean, le 24 juin : le lac était illuminé par des milliers de lampions (lumaghitti), mis à flot et abandonnés au lac pour évoquer les âmes des réfugiés fuyant leur village en proie aux flammes pour gagner l'autre rive.
Les célèbres Maestri comacini sont des descendants de ces réfugiés.
Quoiqu'elle dépende de l'archidiocèse de Milan, Varenna est de rite romain ambrosien.

## Architecture religieuse
- Église de San Giorgio, édifice roman tardif avec quelques éléments de style gothique.
- Église Saint-Jean-Baptiste dont les origines remontent au début du Moyen Âge.
- Église de Santa Maria delle Grazie qui conserve un autel baroque en bois réalisé par Giovan Pietro Capiago et provenant de l’oratoire démantelé de Santa Maria di Villa Monastero.

## Galerie de photos

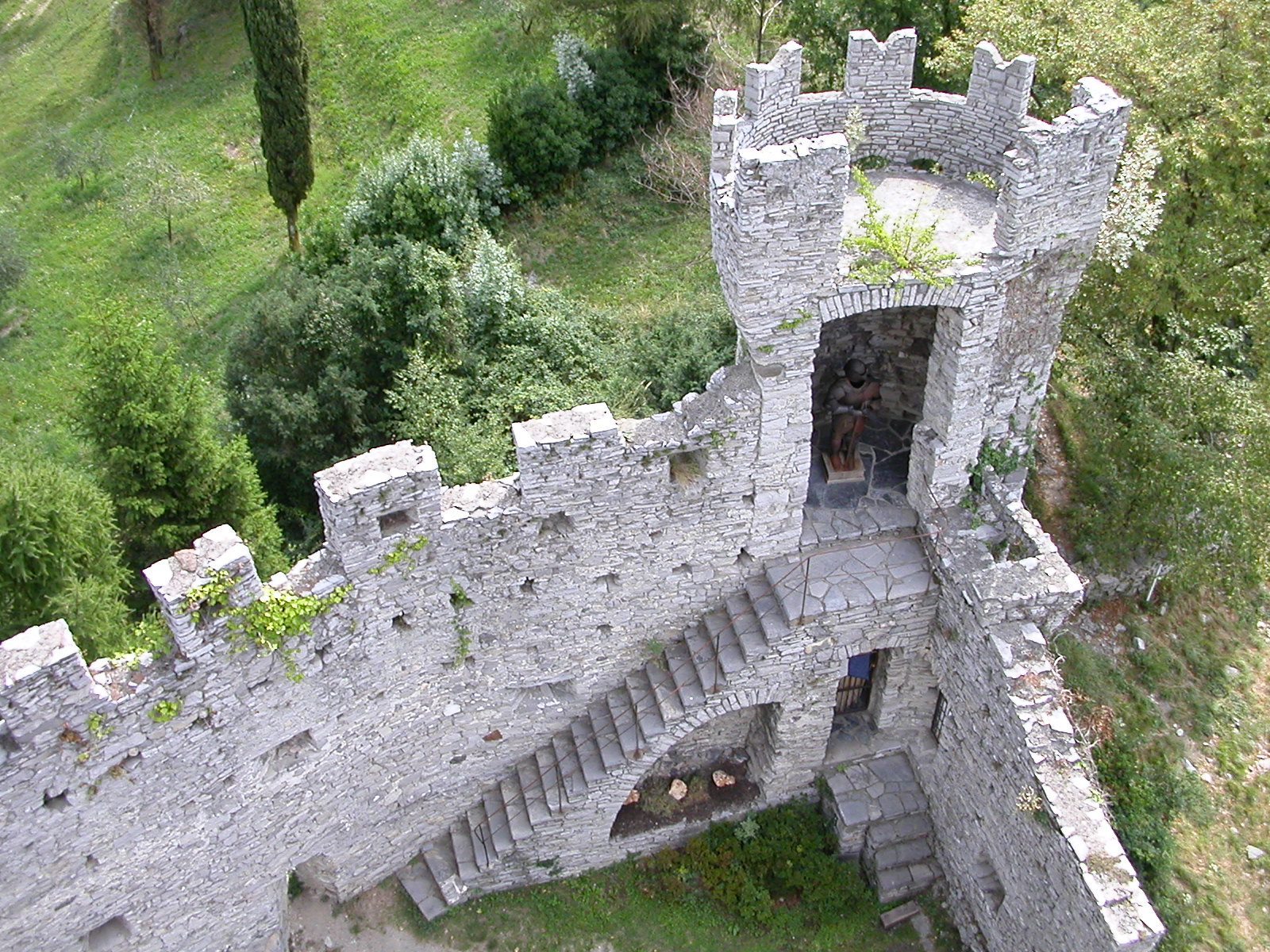
La tour du château de Vezio
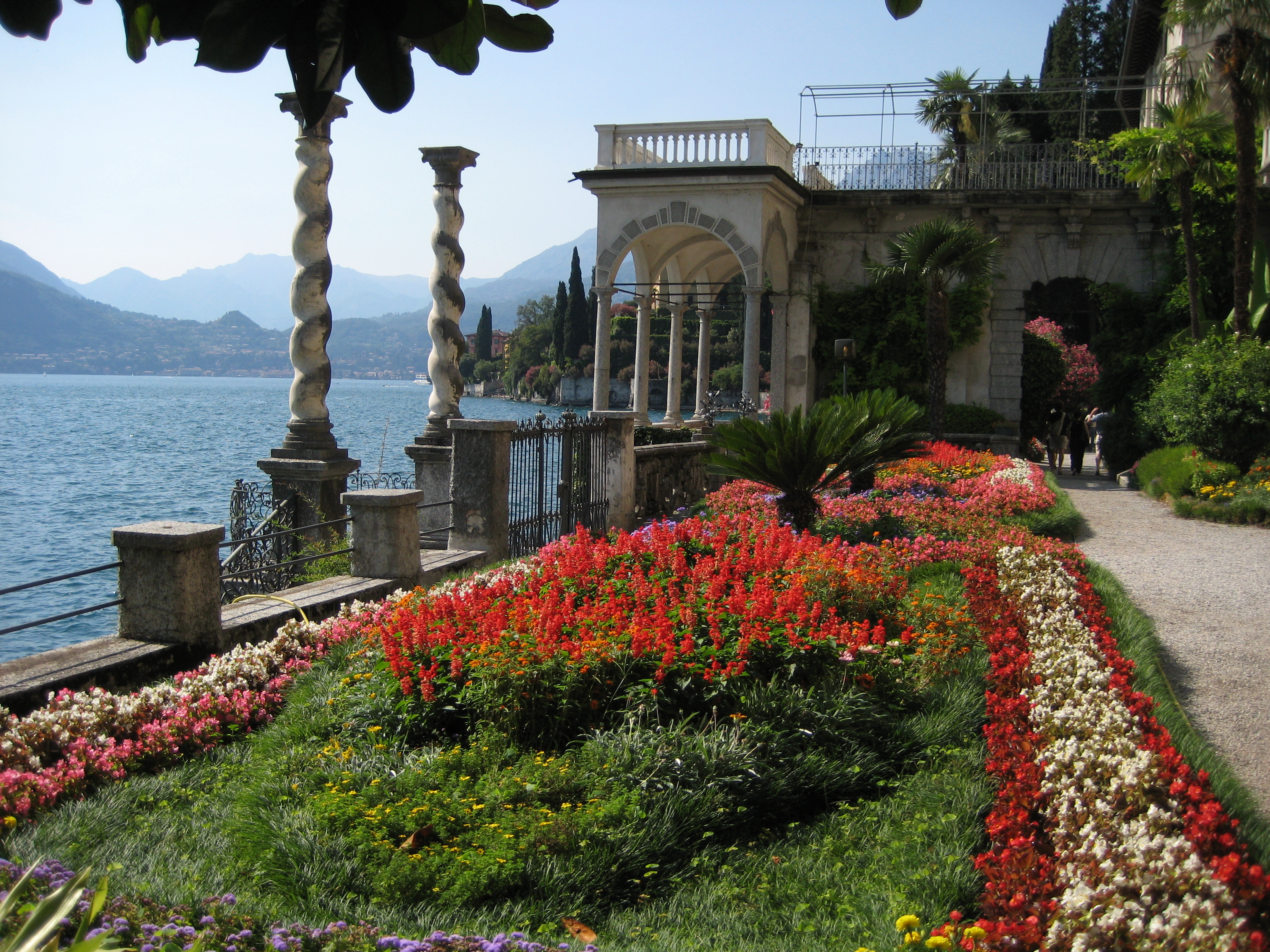
Le jardin de la Villa Monastero
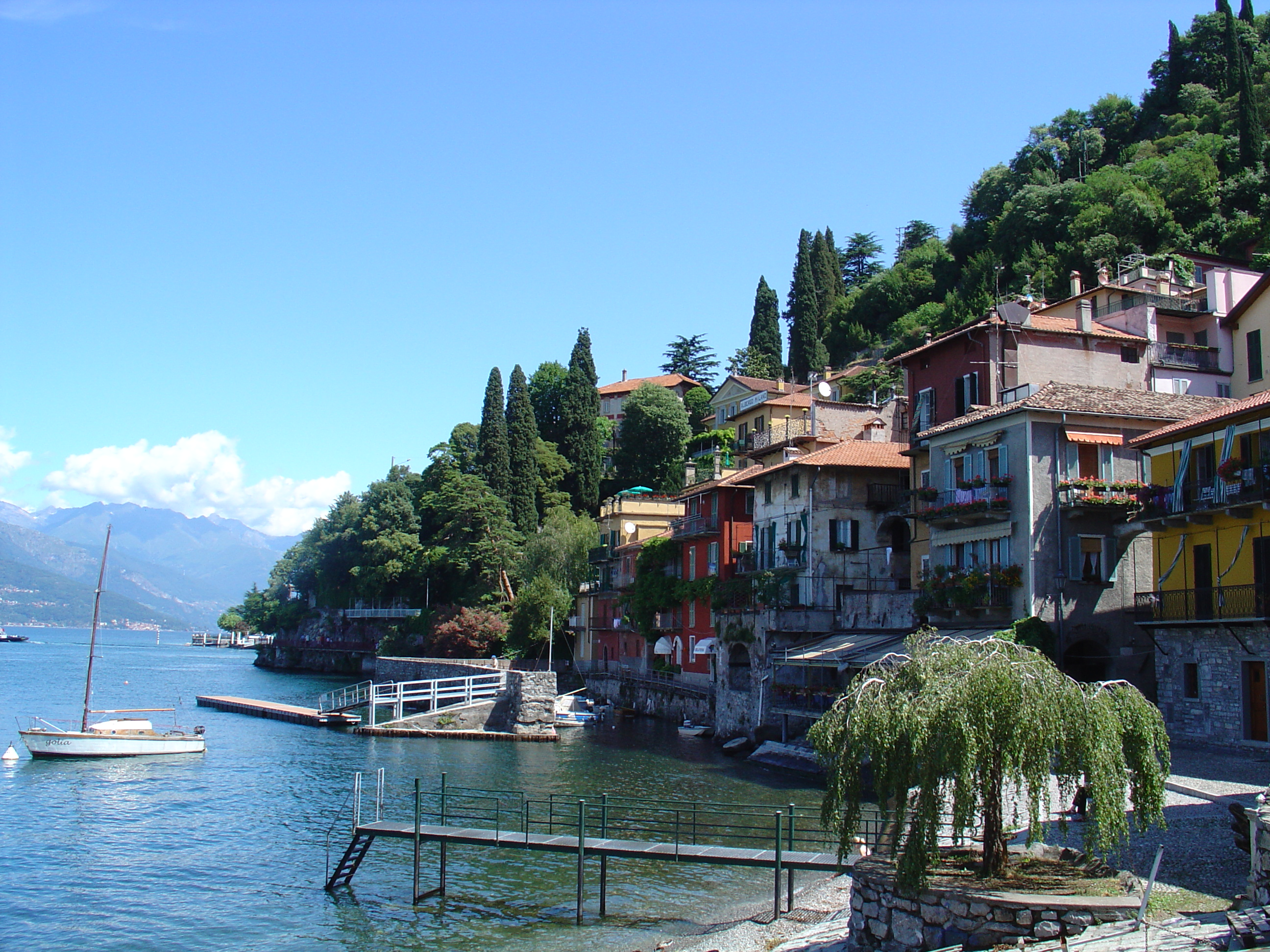
Le petit port.
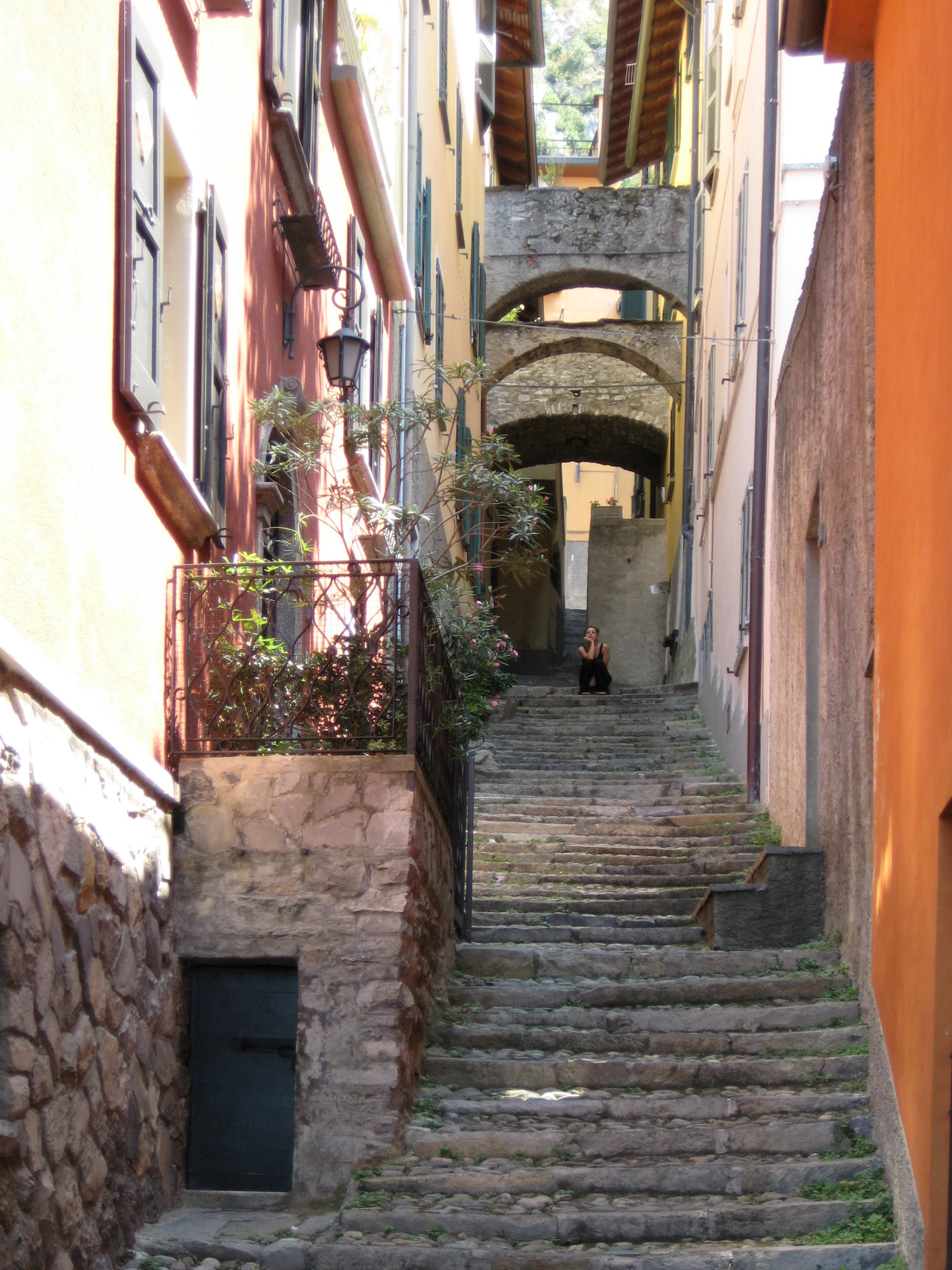
Une ruelle
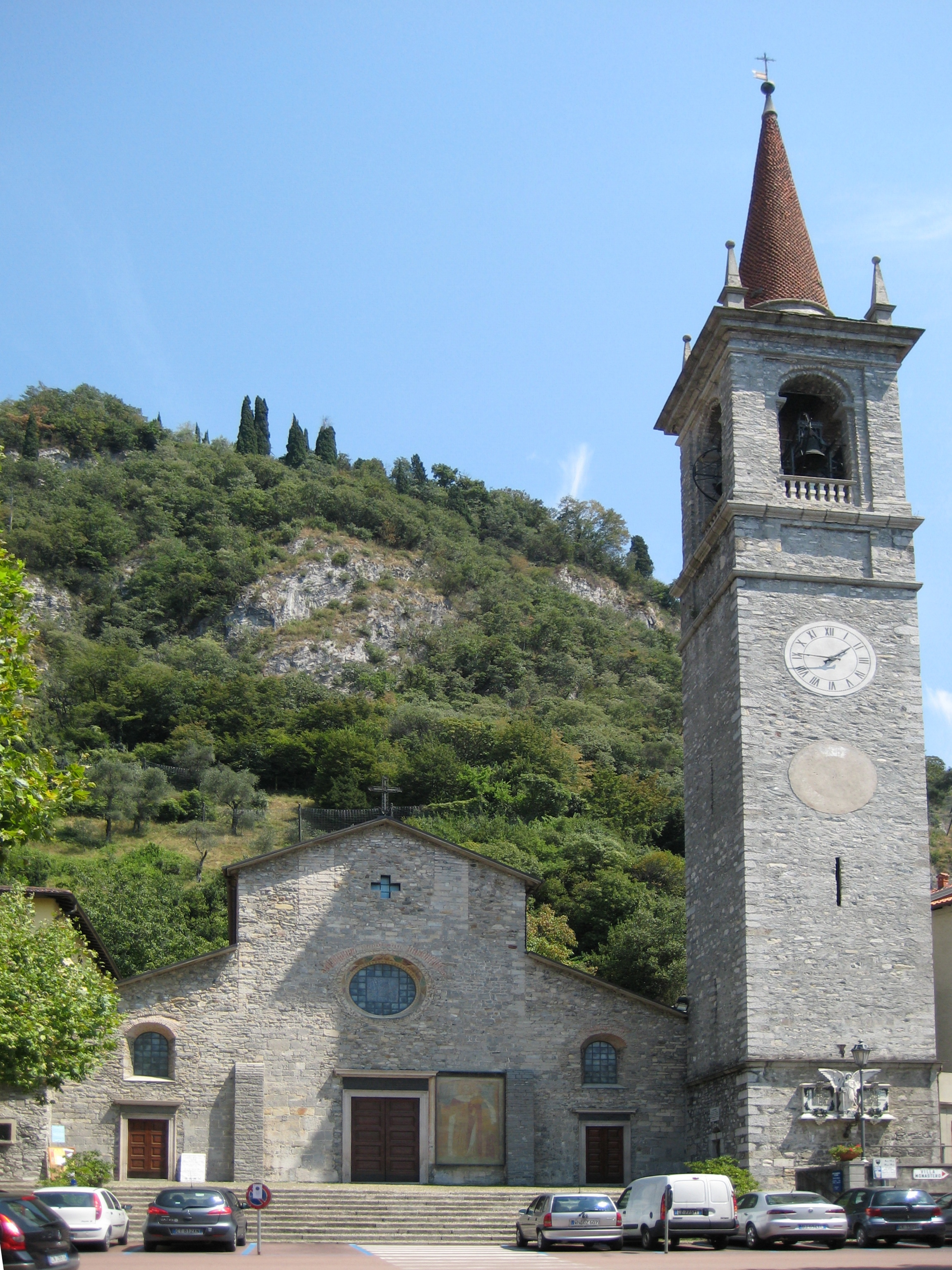
L'église Saint-Georges
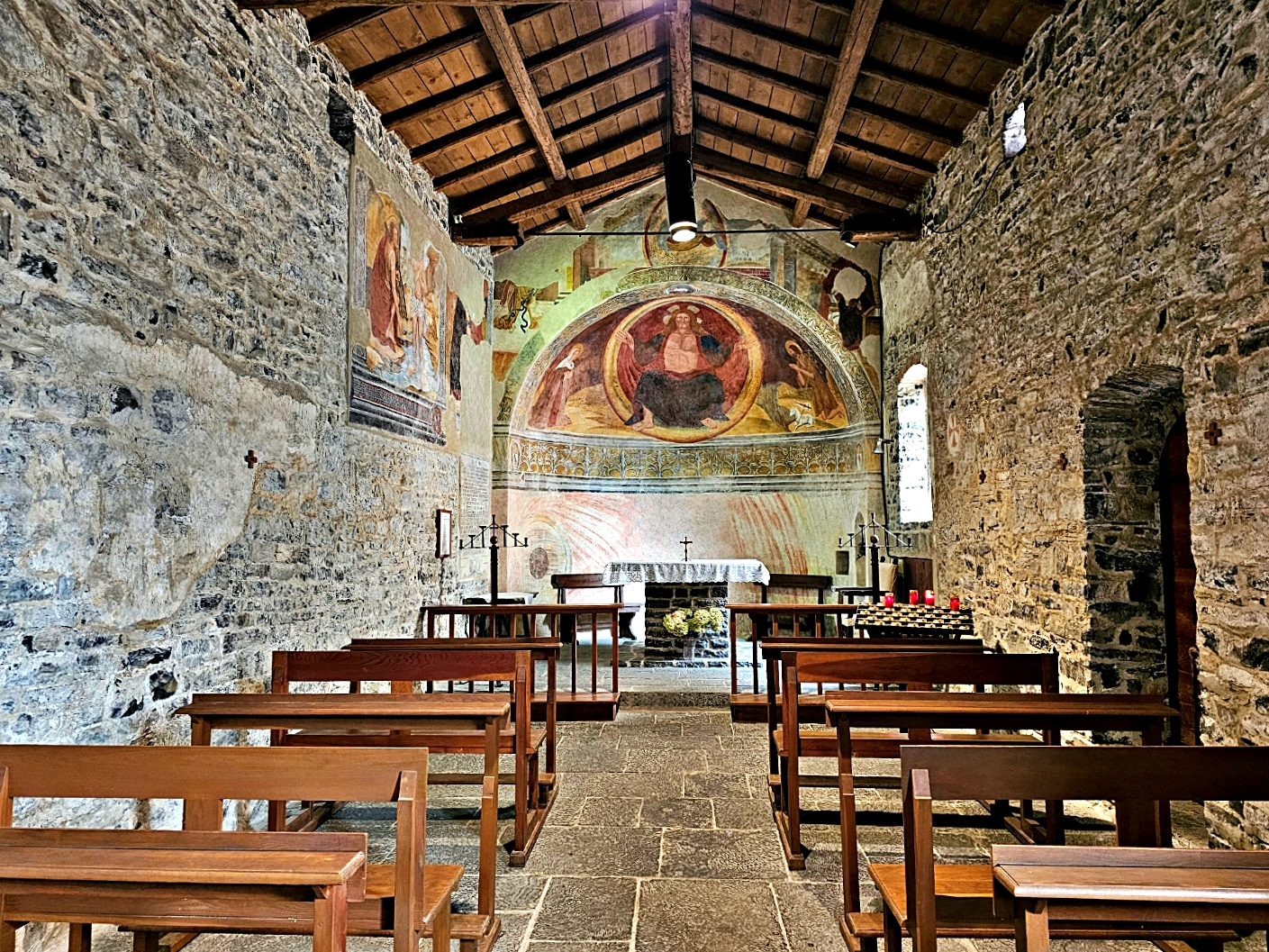
Église San Giovanni Battista
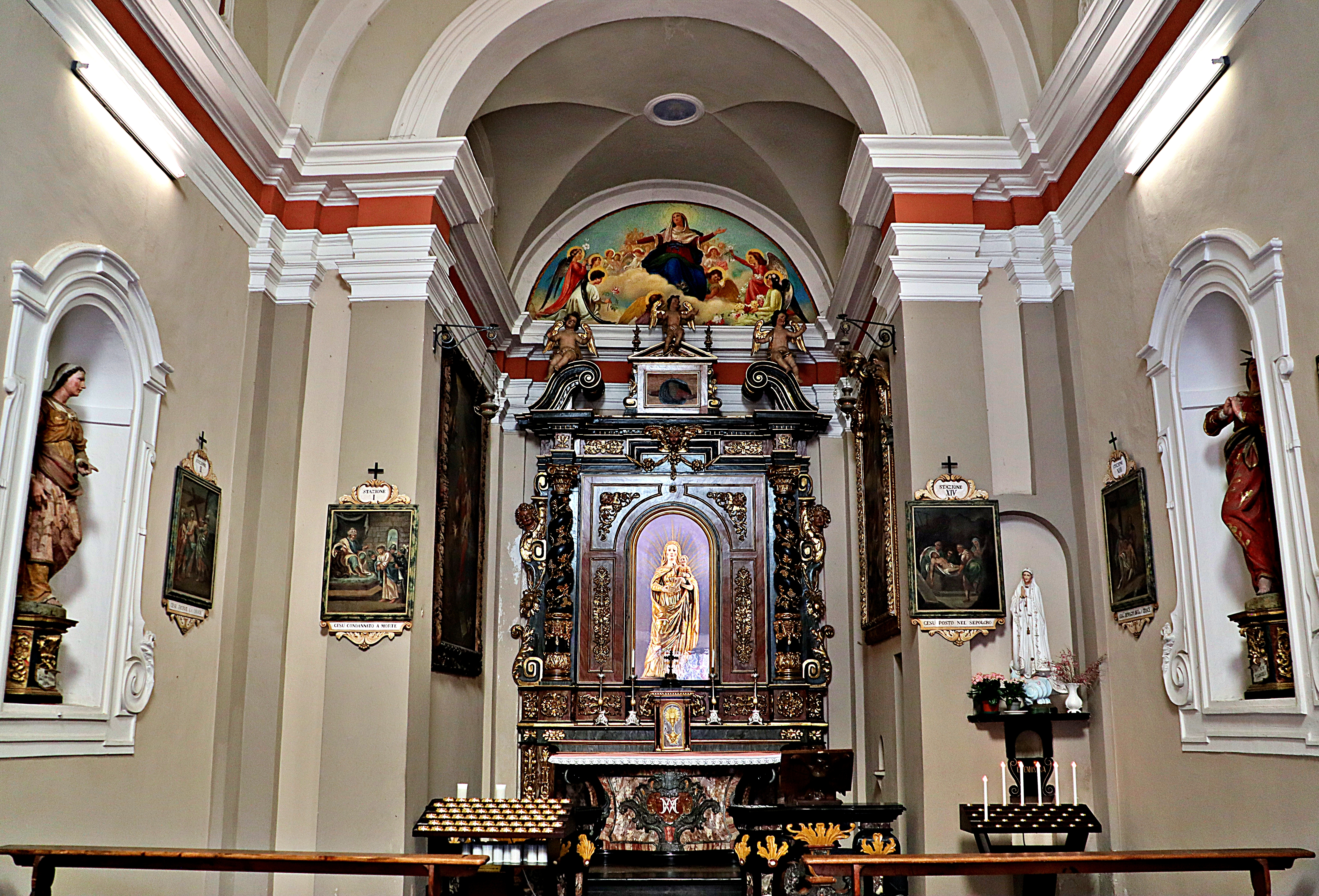
Église di Santa Maria delle Grazie

## Personnalités
- Santino Campioni (1774-1847), sculpteur émigré en Russie
- Giovanni Battista Pirelli,  ingénieur et homme politique italien, fondateur du fabricant de pneumatiques Pirelli